# 유호 (제북식왕)
제북식왕 유호(濟北式王 劉胡, ? ~ 기원전 98년) 혹 제북무왕(濟北武王), 제북성왕(濟北成王)은 중국 전한의 황족 · 제후왕으로, 제북왕이다. 제북정왕 유발의 아들이다.

## 생애
아버지가 경제 5년(기원전 152년)에 죽어 제북왕 자리를 계승했고, 제북식왕 54년(기원전 98년)에 죽어 아들 유관이 제북왕 자리를 계승했다.
무제의 봉선을 위해 자기 영내의 태산과 그 주변을 바쳤고, 무제는 다른 현을 주어 보상하였다. 한나라에서는 이때 받은 땅을 바탕으로 태산군을 설치했다.

## 가계
- 제북정왕 유발
  - 제북식왕 유호
    - 제북왕 유관
    - 오거후 유구구
    - 부후 유룡
    - 평후 유수
    - 우강후 유성
    - 호모후 유초[6][7]

오거후 이하는 모두 원삭 3년(기원전 127년) 10월 계유일에 봉해졌다.